# Gliese 667 Cc

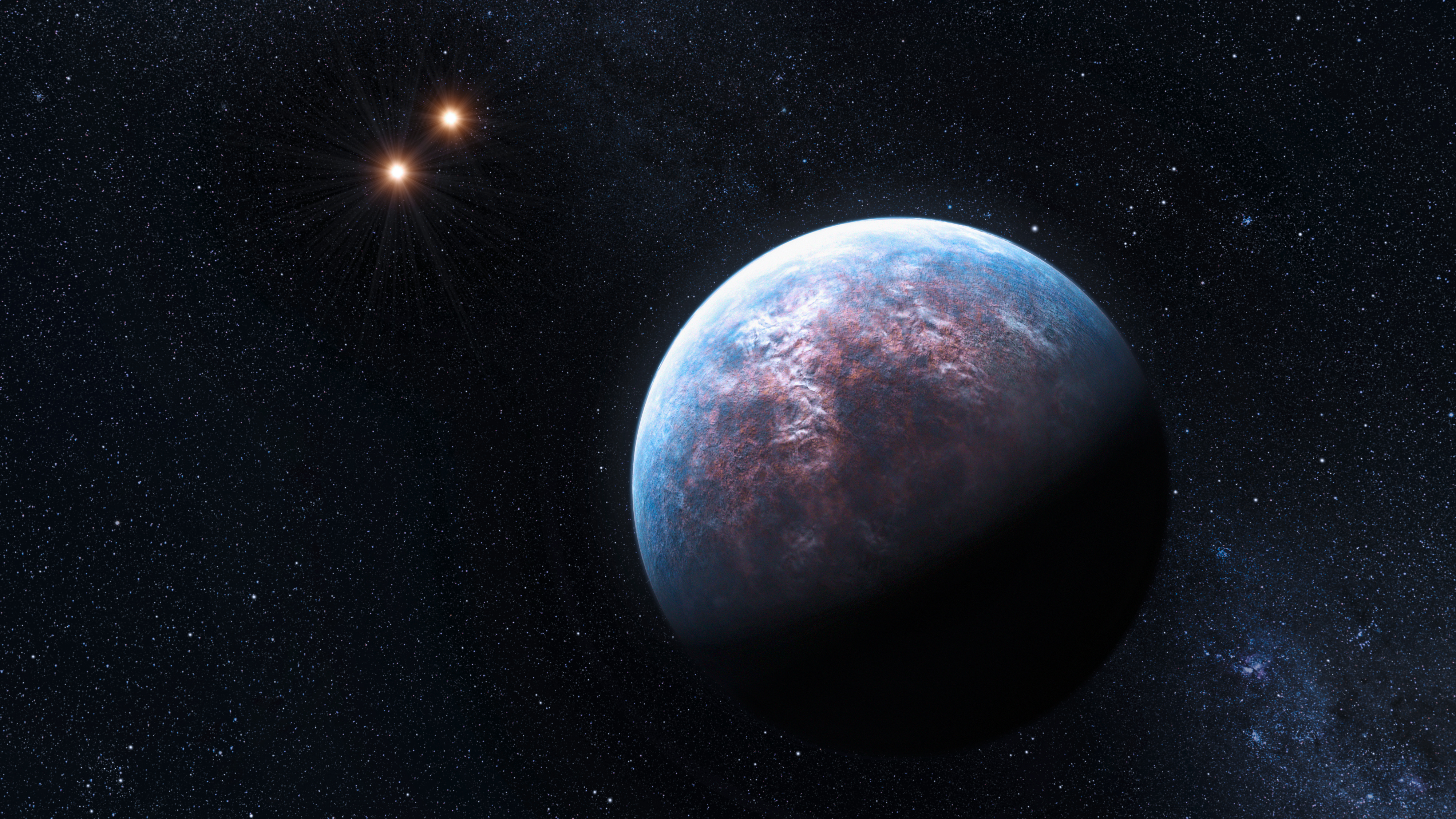
Umělecká představa exoplanety.

Gliese 667 Cc je extrasolární planeta v trojhvězdném systému Gliese 667 v souhvězdí Štíra vzdáleném 23,62 světelných let od Země (7,241 parseků). Je o 54 % větší než Země (přesná hmotnost zůstává neznáma) a obíhá hvězdy v ideální vzdálenosti v tzv. obyvatelné zóně, kde se může voda vyskytovat v kapalném skupenství. Jeden tamější rok trvá něco přes 28 dní a teplota na povrchu je odhadována na 4 °C. Planeta je svými parametry dosti podobná té naší a teoreticky by na ní mohl být život.
Gliese 667 Cc má celkem tři mateřské hvězdy. Největší z nich, oranžový trpaslík Gliese 667 A spektrální třídy K3V je o 73 % lehčí, o 76 % menší a 8× méně svítivější než Slunce. O něco menší hvězda, také oranžový trpaslík pojmenovaný Gliese 667 B spektrální třídy K5V je o 69 % menší a 20× méně svítivější. Nejmenší z hvězd, červený trpaslík Gliese 667 C spektrální třídy M2V je o 31 % lehčí, o 42 % menší než Slunce. Ačkoliv se planeta nachází v obyvatelné zóně, tak kvůli složení spektrálních tříd svých hvězd získá jen 90 % energie než to, co obdrží Země. Z toho je většina infračervené záření a pouze 18 % viditelné světlo.

## Údaje
Mateřská hvězda
- Hvězda – Gliese 667C
- Spektrální klasifikace – hlavní hvězda K, menší K a nejmenší M
- Souhvězdí – Štír
- Rektascenze – 17h 18m 57,16483s
- Deklinace – -34° 59' 23,1416"
- Hvězdná velikost – 10,2
- Stáří – přibližně 2 miliardy let
- Vzdálenost od Země – 23,62 ly (7,241 pc)
- Hmotnost – 0,31 Sluncí
- Poloměr – 0,42 Sluncí
- Teplota – 3 427 °C (3 700 K)

Planeta
- Hmotnost – méně jak 3,8 Zemí
- Poloměr – 1,54 poloměrů Země (nepřesný údaj)
- Teplota – asi 4 °C
- Velká poloosa dráhy – 0,1251 AU
- Excentricita dráhy – <0,27
- Doba oběhu – 28,155 pozemských dní
- Rok objevu – 2011
- Metoda objevu – radiální rychlosti
- Objeveno pomocí – spektrografu HARPS

Z povrchu planety by se daly pozorovat tři západy „slunce“.

## Odraz v kultuře
- Ve fiktivním universu, kde se odehrává deset filmů, z nichž nejznámější jsou Vetřelec, Predátor a Vetřelec vs. Predátor je Gliese 667 Cc první terraformovanou planetou. Planetární přeměna byla uskutečněna společností Weyland Corporation v roce 2039.